# Lluís Àngel Ramis de Ayreflor Cardell
Lluís Àngel Ramis de Ayreflor Cardell (Palma, 1951) és un polític mallorquí del Partit Popular de Balears. Des del 2003 fins al 2007 fou conseller d'Economia, Hisenda i Innovació del Govern Balear.